# دوئوم‌ویرها
دوئوم‌ویرها یا دوئوویرها (به لاتین: Duumviri) (به‌معنای «دو مرد») دو کلانتر در روم باستان بودند که برای مدت یک‌سال و به هدف نظارت بر مناصب و مسئولیت‌های حساس سیاسی و اجرایی برگزیده می‌شدند. دوئوم‌ویرها انواع و عناوین گوناگونی داشتند، یکی از آن‌ها Duumviri Perduellionis بود که دو قاضی مسئول رسیدگی به اتهامات خیانت شدید (Perduellio) بودند و قدیمی‌ترین نوع دوئوم‌ویرها به‌شمار می‌آیند و سابقهٔ تأسیسشان به دوران پادشاهی روم و سلطنت تولوس هوستیلیوس در سدهٔ هفتم قبل از میلاد بازمی‌گشت، یعنی زمانی‌که پس از جنگ تن‌به‌تن شش‌نفره میان هوراتی‌ها و کوریاتی‌ها یکی از هوراتی‌ها زنده ماند اما خواهرش را کشت و پادشاه دو قاضی موقت به‌عنوان دوئوم‌ویر نصب کرد تا هوراتیوس را به‌جرم خیانت شدید محکوم و مجازات کنند؛ نوع دیگر دوئوم‌ویر را Duumviri navales می‌گفتند که افسرانی مأمور تدارک و تجهیز ناوگان بودند و ابتدا به‌دست کنسولان یا دیکتاتوران و پس از ۳۱۱ ق.م. به‌دست مردم گزینش می‌شدند؛ نوع دیگرش را Duumviri iure dicundo می‌گفتند که معمولاً به دو فرماندار اصلی مستعمرات رومی گفته می‌شد؛ نوع دیگرش Duumviri viis extra urbem purgandis بودند که افسرانی تحت‌امر ادیل‌ها بودند و وظیفه‌شان نظارت بر جاده‌های خارج از محدوده دیوارهای شهر روم بود و عضوی از گروه ویگینتی‌سکس‌ویری بودند.